# Symposiachrus browni
El monarca de Brown (Symposiachrus browni) es una especie de ave paseriforme de la familia Monarchidae endémica de las islas Salomón.
Su hábitat natural son los bosques húmedos tropicales isleños. Se encuentra amenazado por pérdida de hábitat.